# Bergenia hissarica
Bergenia hissarica là một loài thực vật có hoa trong họ Saxifragaceae. Loài này được Boriss. miêu tả khoa học đầu tiên năm 1954.